# 李弼商
李弼商，（韓語：이필상，1947年12月30日—），韩国的教授，前高丽大学校长。

## 履历
首尔大学金属工程学科专业毕业，美国哥伦比亚大学经营学博士学位，1982年开始担任高丽大学经营学系教授。他是高丽大学建校以来首次在首尔大学出身的校长。
2007年，李弼商校长剽窃论文案经高丽大学疑惑真相调查委员会调查明确了剽窃结论，但高丽大学财团理事会上仍保留他的校长职务。高丽大学众教授群起抗议，2月13日上午9点开始到第二天下午6点为止，大学对李弼商进行信任投票，完成后因信任投票率低而提出质疑。2月15日，李弼商在理事会上表明了辞意，2月26日在高丽中央学院财团宣布了李弼商校长的辞呈。李弼商辞职后回到大学教授工作岗位。他于2007年春季学期申请研究年，并且在2007年秋季学期开始将恢复授课 。2007年12月担任民间金融委员会委员长一职。